# Trolls 3
Trolls 3 (engelska: Trolls Band Together) är en datoranimerad familjefilm från 2023, producerad av Dreamworks Animation. Filmen är baserad på Damtroll av Thomas Dam och är uppföljaren till Trolls 2: Världsturnén från 2020. Den är regisserad av Walt Dohrn, med manus skrivet av Elizabeth Tippet, Jonathan Aibel och Glenn Berger.
Filmen hade biopremiär i Sverige den 13 oktober 2023, utgiven av Universal Pictures.

## Rollista (i urval)

### Engelska röster
Källa: 
- Anna Kendrick – Queen Poppy
- Justin Timberlake – Branch
- Camila Cabello – Viva
- Eric André – John Dory
- Kid Cudi – Clay
- Troye Sivan – Floyd
- Daveed Diggs – Spruce
- Andrew Rannells – Veneer
- Amy Schumer – Velvet
- Zosia Mamet – Crimp
- RuPaul – Miss Maxine
- Zooey Deschanel – Bridget
- Christopher Mintz-Plasse – Gristle Jr.
- Icona Pop – Satin och Chenelle
- Kenan Thompson  – Tiny Diamond
- Kunal Nayyar – Guy Diamond